# Puy de la Jambe
Le puy de la Jambe est un sommet des monts du Cantal dans le Massif central.

## Géographie
Le puy est situé au nord-est du puy de la Belle-Viste, sur la commune de Paulhac.

## Protection environnementale
Le sommet est inclus dans le site Natura 2000 « Massif cantalien », dans la ZNIEFF de type 2 « Monts du Cantal », ainsi que dans la ZNIEFF de type 1 « Plomb du Cantal et Prat-de-Bouc ».